# Chicope (Ayabaca)
Chicope es una localidad peruana ubicado en el distrito de Jililí, perteneciente a la provincia de Ayabaca del departamento de Piura, al norte del Perú. 

## Ubicación
Chicope se ubica al norte de la provincia de Ayabaca, en el distrito de Jililí, en el departamento de Piura.

## Demografía
En 2017 Chicope tenía una población de 23 habitantes.
| Gráfica de evolución demográfica de Chicope entre 1993 y 2017 |
|                                                               |
| Fuentes: Población 1993 y 2017                                |